# إلمر توماس
إلمر توماس (بالإنجليزية: Elmer Thomas)‏ هو محامي وسياسي أمريكي، ولد في 8 سبتمبر 1876 في الولايات المتحدة، وتوفي في 19 سبتمبر 1965 في نفس البلد. حزبياً، نشط في الحزب الديمقراطي. وقد انتخب عضو مجلس ولاية أوكلاهوما (1907 – 1913) وانتخب عضو مجلس النواب الأمريكي وانتخب عضو مجلس الشيوخ الأمريكي عن دائرة أوكلاهوما.